# Wierzysz, wierzysz
Wierzysz, wierzysz – drugi album zespołu Vexel wydany w 2000 roku w firmie fonograficznej Green Star. Płyta zawiera 12 piosenek.

## Lista utworów
1. "Czarne oczy"
2. "Ile prawd, tyle kłamstw"
3. "Nasze szczęście"
4. "Nie powiem Ci kto"
5. "odnajdę Cię"
6. "Powiedz Powiedz"
7. "Sama tak"
8. "Ten sam"
9. "Ty i tylko Ty"
10. "Usta gorące"
11. "Wierzysz, wierzysz"
12. "Zakochać Się"